# Союз крестьян и зелёных Литвы
Союз крестьян и зелёных Литвы (лит. Lietuvos valstiečių ir žaliųjų sąjunga, LVŽS) — политическая партия аграриев в Литве, возглавляемая промышленным фермером Рамунасом Карбаускисом.

## История
В феврале 2006 года Литовская крестьянская партия (лит. Lietuvos valstiečių partija), возглавляемая Казимирой Прунскене, и партия Новая демократия (лит. Naujosios demokratijos partija) решили переименовать себя. Ранее их союз был известен как Союз партий крестьян и новой демократии (лит. Valstiečių ir Naujosios demokratijos partijų sąjunga) — такое название вытекало из её происхождения как предвыборного альянса между этими двумя партиями, которые объединились для формирования литовского Союза крестьян-народников.
В январе 2012 года изменила своё название на «Союз крестьян и зелёных Литвы».

## Результаты выборов
На выборах в Европарламент 2004 года партия получила 7,4 % голосов и получила одно место, депутат который вступил в группу Союз за Европу Наций.
Кандидат партии К. Прунскене получила 21,4 % голосов в первом туре и 47,4 % во втором туре на президентских выборов 2004 года.
 
На парламентских выборах 2004 года партия получила 6,6 % голосов избирателей и 10 из 141 места.
На парламентских выборах 2008 года партия пережила тяжелые потери, набрав лишь 3 из своих предыдущих 10 мест в Сейме и 3,74 % национального голосования, продолжая пребывать в оппозиции.
На выборах Европарламента 2009 года партия получила всего лишь 1,82 % и потеряла свое представительство.
На парламентских выборах 2012 года партия получила 3,88 %, при этом потеряв еще два места в Сейме, по сравнению с прошлыми выборами — представительство ограничилось единственным представителем в Сейме.
В выборах Европарламент 2014 года партия набирает 6,25 % голосов, обеспечивая себе там одно место. После выборов партия объявила о рассмотрении вопроса о присоединении к фракция Европарламента европейской Народной партии. Тем не менее, Евродепутат присоединился к группе Зелёные — Европейский свободный альянс (зеленые-ЕСА)
На парламентских выборах 2016 года получил 50 % мажоритарных мест и 21,6 % по общенациональному округу (19 мест по пропорциональному округу, и 35 мест по мажоритарным округам).

## Известные члены
- Прунскене, Казимира Дануте